# Paolo Alboni
Paolo Alboni, riportato anche come Paolo Antonio Alboni (Bologna, 1665 – Bologna, 5 ottobre 1730), è stato un pittore italiano.

## Biografia
Il suo primo biografo fu Luigi Crespi, a lui coevo, che ne dà notizie nelle sue Vite de' pittori bolognesi.
Nato da Antonio e Angiola Alboni, di «antica e molto comoda famiglia», si formò nella pittura studiando i paesisti nordici, dai quali discese la particolare dedizione per paesaggi dalla notevole ricchezza luministica e cromatica. Il carattere irregolare lo portò a soggiornare a Roma e poi a Napoli, città nelle quali riscosse notevole successo, per poi tornare in patria, dove si sposò ed ebbe tre figli, delle quali una, Luigia Maria Rosa, fu sua allieva.
Nel 1710 si recò a Vienna, dove rimase fino al 1722, anno in cui rimase leso nella parte destra del corpo a causa di un attacco apoplettico; tornò dunque a Bologna, suscitando ammirazione per riuscire a dipingere con maestria anche con la mano sinistra. Morì nel 1730 e fu sepolto nella chiesa di San Procolo. Oltre alla figlia, ebbe un unico scolaro, un tale Gabriello Giuseppe Patarazzi, divenuto agostiniano. 
In un manoscritto inedito di Marcello Oretti l'Alboni è chiamato Paolo Antonio, e la sua data di morte è posticipata al 5 settembre 1734.

## Opere
Lasciò dipinti eseguiti nei palazzi Pepoli e Fabbri a Bologna (le sue opere più lodate) e nella villa dei conti Naldi a Faenza. Suo è un disegno conservato all'Albertina di Vienna; gli è pure attribuito un piccolo dipinto nelle Gallerie dell'Accademia a Venezia.